# Universidad de Nottingham
La Universidad de Nottingham es una universidad pública de investigación en Nottingham, Reino Unido. Fue fundada como University College Nottingham en 1881, y se le otorgó una carta real en 1948. 
El campus principal de Nottingham (University Park) con Jubilee Campus y el hospital docente (Queen's Medical Center) se encuentran dentro de la ciudad de Nottingham, con varios campus y locaciones en otras partes de los condados Nottinghamshire y Derbyshire. Fuera del Reino Unido, la universidad tiene campus en Semenyih, Malasia y Ningbo, China. Nottingham está organizada en cinco facultades constituyentes, dentro de las cuales hay más de 50 escuelas, departamentos, institutos y centros de investigación. Nottingham tiene alrededor de 45,500 estudiantes y 7,000 empleados, y tuvo un ingreso de £ 656.5 millones en 2017/18, de los cuales £ 120.1 millones fueron de subvenciones y contratos de investigación. 
Nottingham ocupó el puesto número 10 en general en el Reino Unido según el Ranking de Posibilidad de Empleo para Graduados QS 2020. Las clasificaciones de empleabilidad de graduados de QS miden qué tan exitosos son los estudiantes para asegurar un trabajo superior después de graduarse de la universidad. Además, la encuesta de 2017 de High Fliers declaró que Nottingham fue la séptima universidad más seleccionada por los principales empleadores del Reino Unido entre 2016-17. En 2010, Nottingham ocupó el puesto 13 en el mundo en términos de la cantidad de exalumnos que figuran entre los CEOs de Fortune Global 500, junto con Tohoku (Japón) y la Universidad de Stanford (EE. UU.) También ocupa el segundo lugar (junto con Oxford) en la tabla de los ganadores de medallas británicas en los Juegos Olímpicos de Verano 2012. En el Ranking Mundial de Universidades GreenMetric 2011 y 2014, University Park fue clasificado como el campus más sostenible del mundo. Los exalumnos de la institución han recibido una variedad de prestigiosos elogios, que incluyen 3 Premios Nobel, una Medalla Fields, un Premio Turner, y una Medalla y Premio Gabor. 
La universidad es miembro de la Asociación de Universidades de la Commonwealth, la Asociación Europea de Universidades, el Grupo Russell, Universitas 21, Universidades del Reino Unido, el Consorcio Virgo, y participa en el programa Sutton Trust Summer School como miembro del Sutton 30.

## Historia

### Fundación
La Universidad de Nottingham tiene sus orígenes en la fundación de una escuela de educación de adultos en 1798, y en las Conferencias de Extensión Universitaria inauguradas por la Universidad de Cambridge en 1873, las primeras de su tipo en el país. Sin embargo, la fundación de la universidad se considera generalmente como el establecimiento del University College Nottingham, en 1881, como un colegio que prepara a los estudiantes para los exámenes de la Universidad de Londres. En 1875, un donante anónimo proporcionó £ 10,000 para establecer el trabajo de la Escuela de Educación de Adultos y las Lecciones de Extensión de Cambridge de manera permanente, y la Corporación de Nottingham acordó erigir y mantener un edificio para este propósito y proporcionar fondos para proporcionar la instrucción. La primera piedra del colegio fue colocada debidamente en 1877 por el ex primer ministro William Ewart Gladstone,  y el edificio neogótico de la universidad en la calle Shakespeare fue inaugurado formalmente en 1881 por el príncipe Leopoldo, duque de Albany. En 1881, había cuatro profesores: de literatura, física, química y ciencias naturales. Nuevos departamentos y sillas siguieron rápidamente: Ingeniería en 1884, Clásicos combinados con Filosofía en 1893, Francés en 1897 y Educación en 1905; en 1905, el Departamento combinado de Física y Matemáticas se convirtió en dos entidades separadas; en 1911 se crearon los departamentos de inglés y minería, en 1912, economía y geología combinados con geografía; Historia en 1914, Educación de adultos en 1923 y Farmacia en 1925.

### Desarrollo
El colegio universitario experimentó una expansión significativa en la década de 1920, cuando se trasladó desde el centro de Nottingham a un gran campus en las afueras de la ciudad. El nuevo campus, llamado University Park, se completó en 1928 y se financió con un fondo de donaciones, contribuciones públicas y la generosidad de Sir Jesse Boot (más tarde Lord Trent) que presentó 35 acres (14 ha) a la ciudad de Nottingham en 1921. Boot y sus compañeros benefactores buscaron establecer un "asiento de élite de aprendizaje" comprometido a ampliar la participación,  y esperaban que la medida resolvería los problemas que enfrenta el University College Nottingham, en su edificio restringido en la calle Shakespeare. Boot estipuló que, si bien parte del sitio de Highfields, que se encuentra al suroeste de la ciudad, debería dedicarse al University College, el resto debería proporcionar un lugar de recreación para los residentes de la ciudad y, a fines de la década , se completó el paisajismo del lago y el parque público contiguo a University Boulevard. El edificio original del University College en la calle Shakespeare en el centro de Nottingham, conocido como el Edificio Arkwright, ahora forma parte del campus de la ciudad de la Universidad de Nottingham Trent. 
El Colegio Universitario de Nottingham se alojó inicialmente en el Edificio Trent, una imponente estructura de piedra caliza blanca con una torre de reloj distintiva, diseñada por Morley Horder, y abierta formalmente por el Rey Jorge V el 10 de julio de 1928. Durante este período de desarrollo, Nottingham atrajo a un alto perfil profesores, incluidos Albert Einstein, HG Wells y Mahatma Gandhi. La pizarra utilizada por Einstein durante su tiempo en Nottingham todavía está en exhibición en el departamento de Física. Además de su transferencia física a un entorno que no podría ser más diferente de su hogar original, el Colegio realizó pocos desarrollos entre las guerras. El Departamento de Lenguas Eslavas (más tarde Estudios Eslavos) se estableció en 1933, la enseñanza del ruso se introdujo en 1916. En 1933–34, se crearon los Departamentos de Ingeniería Eléctrica, Zoología y Geografía, que se habían combinado con otras materias. independiente; y en 1938, una Carta complementaria preveía una representación mucho más amplia en el Consejo de Administración. Sin embargo, otros avances se retrasaron por el estallido de la guerra en 1939.

### Estatus como Universidad
Los estudiantes de University College Nottingham recibieron sus títulos de la Universidad de Londres. Sin embargo, en 1948, a la Universidad se le otorgó su Royal Charter, que le otorgó el estatus de universidad y le otorgó el poder de otorgar títulos en su propio nombre como The University of Nottingham. 
En la década de 1940, el Midlands Agricultural and Dairy College en Sutton Bonington se fusionó con la universidad como la Escuela de Agricultura, y en 1956 se completó el Edificio Portland para complementar el Edificio Trent. En 1970, la universidad estableció la primera escuela de medicina del Reino Unido en el siglo XX. 
En 1999, se inauguró el Campus Jubilee en el antiguo sitio de la Raleigh Bicycle Company, a una milla (1,6 km) del campus de University Park. Nottingham comenzó a expandirse en el extranjero, abriendo campus en Malasia y China en 1999 y 2004, respectivamente. En 2005, el Campus King's Meadow abrió cerca de University Park. 
El logotipo que la universidad usó hasta 2001. La universidad ha utilizado varios logotipos a lo largo de su historia, comenzando con su escudo de armas. Más tarde, Nottingham adoptó un logotipo más simple, en el que una versión estilizada del Castillo de Nottingham estaba rodeada por el texto "La Universidad de Nottingham". En 2001, Nottingham realizó un importante ejercicio de cambio de marca, que incluyó reemplazar el logotipo por el actual.

## Campus

#### University Park
University Park Campus, al oeste del centro de la ciudad de Nottingham, es el campus principal de 330 acres (1.3 km²) de la Universidad de Nottingham. Ubicado alrededor de su lago y su torre del reloj y con una extensa vegetación de zonas verdes, University Park ha ganado numerosos premios por su arquitectura y paisajismo, y ha sido nombrado el campus más verde del país en un Premio de Green Flag Award. 
En la entrada sur del campus principal, en Highfields Park, se encuentra el Lakeside Arts Center, la instalación de artes públicas de la universidad y el espacio para presentaciones. El DH Lawrence Pavilion alberga una variedad de instalaciones culturales, que incluyen un espacio teatral con capacidad para 225 personas, una serie de gabinetes artesanales, la Galería Weston (que muestra la colección de manuscritos de la universidad), la galería Wallner, que existe como una plataforma para artistas locales y regionales. , y una serie de artes visuales, espectáculos y espacios de hospitalidad. Otras instalaciones cercanas incluyen la Galería de Arte Djanogly, la sala de recitales y el teatro, que en el pasado han recibido grabaciones y transmisiones de BBC Radio 3, los festivales NOTT Dance y NOW, y una serie de exposiciones de arte contemporáneo.

#### Jubilee
Jubilee Campus, diseñado por Sir Michael Hopkins, fue inaugurado por la Reina Isabel II en 1999 y está aproximadamente a una milla (1,6 km) del University Park. Las instalaciones del campus albergan las Escuelas de Educación e Informática y la Escuela de Negocios de la Universidad de Nottingham. Allí se encuentra también el National College for School Leadership. En 2004 se completó una inversión adicional de 9.2 millones de libras en el Jubilee Campus, y Lord Sainsbury inauguró un segundo edificio para la Escuela de Negocios de la Universidad de Nottingham. La naturaleza ecológica del campus y sus edificios ha sido un factor en los premios que ha recibido, como el Premio Millennium Marque a la Excelencia Ambiental, el Proyecto de Construcción del Año de la Industria de la Construcción Británica, el Premio de Sostenibilidad de la Revista RIBA y el Civic Premio Trust a la Sostenibilidad. 
En el edificio Portland se encuentran los servicios para estudiantes y las oficinas del Sindicato de Estudiantes. El Jubilee Campus ganó el elogio de los jueces del Premio Energy Globe en 2005. El campus se distingue por su arquitectura moderna y única, que culmina en Aspire, una estructura artística de 60 metros de altura es la estructura independiente más alta del Reino Unido. La universidad planea invertir £ 200 millones en un nuevo esquema diseñado por Ken Shuttleworth, diseñador de London 'Gherkin' y fundador de Make Architects. Sin embargo, la arquitectura del Campus Jubilee no es admirada por todos, y el recientemente completado Amenities Building y YANG Fujia Building han sido etiquetados como el segundo peor diseño arquitectónico nuevo en Gran Bretaña en una encuesta reciente. 
Un incendio en septiembre de 2014 destruyó el edificio GlaxoSmithKline que estaba en construcción, pero fue reconstruido y abierto oficialmente en 2017.

#### Otros Campus
El City Hospital Campus está cerca de Sherwood y alberga personal y estudiantes de posgrado especializados en medicina respiratoria, medicina para el accidente cerebrovascular, oncología, fisioterapia y salud pública. El campus se expandió en 2009 para albergar un nuevo instituto de salud pública y un centro especializado para la investigación del tabaco.
El campus de Sutton Bonington alberga la Escuela de Biociencias de Nottingham y la nueva Facultad de Medicina y Ciencia Veterinaria, y se encuentra a unos 19 km (12 millas) al sur de la ciudad de Nottingham, entre la autopista M1, la estación de energía Ratcliffe y la línea principal de Midland ferrocarril. El campus se centra en la mansión histórica de Sutton Bonington y conserva muchos de sus propios jardines botánicos y lagos. University Farm, incluido el Dairy Center, se encuentra en el campus de Sutton Bonington. 
King's Meadow Campus se estableció en 2005 en el antiguo sitio de Central Independent Television Studios en Lenton Lane. Se adapta principalmente a funciones administrativas, pero también al Departamento de Manuscritos y Colecciones Especiales. Un estudio de televisión en funcionamiento permanece en el sitio, que continúa alquilándose a la industria del cine y la televisión.

### Campus en el extranjero
Nottingham ha introducido campus en el extranjero como parte de una estrategia de crecimiento. La primera etapa de esta estrategia fue el establecimiento en 1999 de un campus en Semenyih, Selangor, Malasia, a poca distancia de Kuala Lumpur. Esto fue seguido en 2004 por un campus en Ningbo, provincia de Zhejiang, China. 
El campus de Malasia fue el primer campus de una universidad británica en Malasia y uno de los primeros en todo el mundo, ganando el Premio de la Reina para la Empresa 2001 y el Premio de la Reina para la Industria (Comercio Internacional) 2006. En septiembre de 2005, el campus de Malasia se mudó a un campus especialmente diseñado en Semenyih, a 18 millas (29.0 km) al sur del centro de la ciudad de Kuala Lumpur.
El campus de Ningbo de 40 millones de libras se completó en 2005, y fue inaugurado oficialmente por John Prescott, Vice primer ministro del Reino Unido, en febrero de 2006. Al igual que el Campus de Malasia, el Campus de Ningbo se construye en el Parque de la Universidad en el Reino Unido e incluye un lago, su propia versión del famoso Trent Building de Nottingham, y el Centro de Tecnologías de Energía Sostenible (CSET), el primer edificio de cero emisiones de carbono de China. 
En noviembre de 2012, la universidad lanzó una nueva empresa conjunta en colaboración con la Universidad de Ciencia y Tecnología de China Oriental: la Academia Avanzada de Nottingham de Shanghái (SNAA). El SNAA impartirá cursos conjuntos en Shanghái, incluidos períodos de estudio en Nottingham, con enseñanza e investigación a nivel de pregrado, posgrado y doctorado.

## Perfil académico

### Academia
Nottingham es una institución dirigida por la investigación, y dos académicos relacionados con la universidad recibieron premios Nobel en 2003. Clive Granger recibió conjuntamente el Premio en Ciencias Económicas en memoria de Alfred Nobel. Gran parte del trabajo sobre imágenes de resonancia magnética (IRM) se llevó a cabo en Nottingham, trabajo por el cual Sir Peter Mansfield recibió el Premio Nobel de Medicina en 2003. Nottingham sigue siendo un fuerte centro de investigación sobre IRM. La universidad ha contribuido a una serie de otros avances científicos significativos. Frederick Kipping, profesor de química (1897–1936), descubrió los polímeros de silicona en Nottingham. Científicos de plantas de Nottingham realizaron importantes desarrollos en el cultivo in vitro de plantas y técnicas de micropropagación, junto con la primera producción de tomates transgénicos por Don Grierson en la década de 1980. Otras innovaciones en la universidad incluyen implantes cocleares para niños sordos y la posición de preparación para el impacto utilizada en los aviones. En 2015, el colectivo Assemble, del cual es miembro el tutor a tiempo parcial del Departamento de Arquitectura Joseph Halligan, ganó el Premio Turner, el premio de arte más prestigioso de Europa. Otras instalaciones en Nottingham incluyen una supercomputadora de 46 teraflop. 
Nottingham ocupó el puesto 23 en el Reino Unido entre las instituciones de múltiples facultades por la calidad (GPA) de su investigación y el octavo por su poder de investigación en el marco de excelencia en investigación de 2014. Más del 80 por ciento de la investigación en la universidad se describió como "líder mundial" o "internacionalmente excelente" en el Marco de excelencia de investigación 2014 de los UK Funding Councils, con 28 de 32 retornos con al menos el 75 por ciento de impacto que fue "sobresaliente" o "muy considerable" - clasificando a la universidad en el séptimo lugar en el Reino Unido en esta medida. Nottingham también se encuentra entre las siete mejores universidades de Gran Bretaña por la cantidad de ingresos de investigación recibidos, y recibió más de £ 40 millones en contratos de investigación para el año académico 2015-2016 por los Consejos de Investigación del Reino Unido y £ 159 millones en premios de investigación totales. ingresos. 
La universidad alberga el Centro Leverhume para la Investigación sobre Globalización y Política Económica (GEP). GEP se estableció en la Escuela de Economía de Nottingham en 2001 y lleva a cabo actividades de investigación estructuradas sobre el tema de la globalización.

### Admisiones
Según las últimas estadísticas (2016/17) compiladas por la Agencia de Estadísticas de Educación Superior, Nottingham es la séptima universidad más grande del Reino Unido con base en la matrícula total de estudiantes con 32 515 estudiantes; de más de 130 países. El 20% de los estudiantes universitarios de Nottingham tienen educación privada, la decimoséptima proporción más alta entre las principales universidades británicas. En el año académico 2016-17, la universidad tuvo un desglose de domicilio de 78: 5: 17 del Reino Unido: UE: estudiantes no pertenecientes a la UE, respectivamente, con una proporción de mujeres a hombres de 55:45. 
La universidad ofrece ofertas de admisión al 78.5% de sus solicitantes, el 15.º más bajo del Grupo Russell. Según The Times y The Sunday Times League Table 2015, la universidad recibió 7.3 solicitudes para cada lugar disponible, ubicándose en el puesto 14 en el Reino Unido (vinculado con la Universidad Napier de Edimburgo) para la 'Mayor competencia por lugares'. Para el ciclo de admisiones 2013/14, el solicitante exitoso promedio obtuvo 426 puntos UCAS (el equivalente de ABB a nivel A y BB a nivel AS), ubicándolo en el puesto 22 entre los institutos de educación superior. 

### Ranking y reputación
La universidad fue nombrada Times Higher Education "Universidad del Año" en 2006, Times Higher Education "Universidad Emprendedora del Año" en 2008, [63] y finalista en la "Universidad del Año" del Sunday Times 2010. En 2016/17, The Sunday Times nombró a Nottingham 'Universidad del Año' para empleo de posgrado. [66] Nottingham es descrita por la Comisión Fulbright como "una de las universidades más antiguas, grandes y prestigiosas del Reino Unido". En 2019, ocupó el puesto 126 entre las universidades de todo el mundo según el Ranking de Instituciones SCImago. En el 2014 Research Excellence Framework (REF), que evalúa la calidad de la investigación en las instituciones de educación superior del Reino Unido, Nottingham ocupa el puesto 26 por GPA  y el 8 por el poder de investigación. 
El Ranking Universitario CWUR 2016 colocó a la Universidad de Nottingham en el puesto 139 a nivel mundial y en el décimo a nivel nacional. Nottingham ocupa el segundo lugar en el Reino Unido (después de Oxford) y el 13.º en el mundo en términos del número de exalumnos que figuran entre los CEO de las 500 compañías más grandes del mundo. El Ranking Universitario de Empleabilidad Global 2015 coloca a Nottingham en el puesto 78 del mundo y en el 11 en el Reino Unido. 
En 2017, Nottingham ocupó el puesto 71 de la "Universidad más innovadora" de Europa. Más recientemente, en el ranking nacional de la Guía Universitaria Completa de 2019, Nottingham ocupó el 1.er lugar en Agricultura y Silvicultura, 2.º en Farmacología y Farmacia, 3.º en Trabajo Social y Medicina Veterinaria y 4.º en Estudios Estadounidenses y Fisioterapia. 19 temas fueron clasificados entre los diez primeros

## Vida estudiantil

### Student Union
El Sindicato de Estudiantes de la Universidad de Nottingham está muy involucrado en el suministro de actividades estudiantiles en la universidad y cuenta con más de 190 sociedades estudiantiles afiliadas. Otros 76 clubes están afiliados al Comité de Deportes de la Unión de Estudiantes. Nottingham participa anualmente en la Serie Varsity, una serie de eventos deportivos entre los estudiantes y el personal de la universidad y los rivales tradicionales de la Universidad de Nottingham Trent. 
El periódico estudiantil Impact se publica regularmente durante el período escolar. La estación de radio de la Unión de Estudiantes es University Radio Nottingham. Una variedad de teatro estudiantil tiene lugar en The New Theatre. La Unión de Estudiantes también opera una compañía profesional de sonido e iluminación dirigida por estudiantes, TEC PA & Lighting, que brinda servicios para muchos eventos como graduación, bailes y muchos otros eventos, tanto dentro de la universidad como a clientes externos. 
La Unión de Estudiantes también organiza una serie de actividades y eventos que involucran a estudiantes y personal con la comunidad local. El Centro de Voluntariado Estudiantil ve a más de 5 estudiantes cada año como voluntarios en escuelas locales y organizaciones comunitarias, así como en una variedad de otros proyectos en toda la ciudad de Nottingham. 
La Unión tiene la mayor organización RAG dirigida por estudiantes fuera de los Estados Unidos, "Karnival" (abreviado como "Karni"), que recaudó £ 1.61 millones en 2012. La Unión de Estudiantes también dirige un proyecto de voluntariado internacional, InterVol, que envía estudiantes voluntarios para trabajar en comunidades rurales africanas.
Karnival también realizó "redadas de RAG", un formato de recaudación de fondos de caridad en otras ciudades, que resultó ser una de las fuentes de caridad más rentables para la universidad, con una sola redada de RAG en 2014, recaudando £ 66,552.72 para Poppy Appeal. Sin embargo, en abril de 2017, las incursiones fueron polémicamente prohibidas por el Sindicato de Estudiantes por temor a la seguridad de los estudiantes.

### Halls
La Universidad de Nottingham tiene un sistema de salas ubicadas en su campus. Los pasillos generalmente llevan el nombre de condados, distritos o lugares en East Midlands o personas importantes asociadas con la universidad.